# 冨高由喜
冨高 由喜（とみたか ゆき）は、新潟テレビ21 (UX) の元アナウンサー。
名字は常用漢字の「高」で書き表されることが多いが、本来ははしごだかの「髙」表記である。

## 来歴
兵庫県出身。兵庫県立宝塚北高等学校、立命館大学法学部卒業。
1999年に新潟テレビ21に入社し、同局のアナウンサーになる。アナウンサー時代には、ニュース番組で放送する特集映像や『テレメンタリー』放送用のドキュメンタリー映像も自ら制作していた。
また、新潟テレビ21がアナログ放送を行っていた頃には、アナウンス業務と並行して地上デジタル放送推進大使も務めていた。
アナウンス職を離れた後は編成部に所属し、小学校の児童や新潟テレビ21局内見学者に対してのテレビ局の仕事解説などを担当。
また、テレビドラマのエキストラを務めることがあり、2016年にはテレビ朝日の『ドクターX〜外科医・大門未知子〜』第7話に、2017年には新潟テレビ21自社製作の『霊魔の街』第4話にゲスト出演した。
2020年3月に新潟テレビ21を退社し、フリーアナウンサーに転向。
現在はシバラジのパーソナリティーとしても活動している。
新潟県内で局アナ時代から継続するスポーツ取材の経験を活かしスポーツ紙やサッカー専門サイトのライターもしている。
企業のCMアナウンスや学術会議、拉致被害者関連イベントの司会等多岐に渡る。
拉致問題、特に特定失踪者の取材、番組制作多数。
水族館マニアでもあり、世界三大水族館ポルトガルのリスボン水族館をはじめ、ADA、ネイチャーアクアリウム関連の番組も制作。
近年は新潟市の水族館マリンピア日本海のトレーナーや展示解説スタッフへの伝え方講師なども携っている。

## 担当番組
いずれも新潟テレビ21在籍時代。
- 小野沢裕子のいきいきワイド
- にいがた子どもの広場 - リポーター、ナレーター、ディレクター[7]
- NT21ニュース → UXニュース
- 朝だ!生です旅サラダ（朝日放送）
- ひろこ先生のキッチンキッズ - ナレーター[8]
- アナみ〜て
- テレメンタリー2004「在日朝鮮人Jリーガー〜アルビレックス新潟 安英学〜」 - 取材・構成[3][9]
- スーパーJチャンネルにいがた - キャスター
- スーパーJにいがた - キャスター
- テレメンタリー2014「特定失踪者〜拉致再調査に揺れる家族〜」 - ナレーター[10]
- まるどりっ![11]
- ヤンごとなき！ - ナレーター[11]